# Castifao
Castifao település Franciaországban, Haute-Corse megyében. Lakosainak száma 152 fő (2022. január 1.). Castifao Novella, Moltifao, Canavaggia, Olmi-Cappella, Pietralba és Vallica községekkel határos.

## Népesség
A település népességének változása:
| Lakosok száma | 266  | 223  | 137  | 153  | 160  | 167  | 152  | 142  | 139  | 152  |
|               | 1968 | 1982 | 1990 | 2006 | 2013 | 2015 | 2017 | 2019 | 2020 | 2022 |